# 青春トライアングル
青春トライアングル（せいしゅんトライアングル）は、1985年4月13日から1988年4月9日までTBSラジオ他、JRN系列の各局で放送されていたラジオ番組。パーソナリティは初代、1985年10月5日までは杉山清貴、翌週1985年10月12日からは菊池桃子。日立の一社提供番組。
当番組スタート当初の正式タイトルはマスタックス青春トライアングル。マスタックスとは日立のVHSビデオデッキの製品ブランド名である。

## 概要
1985年4月、杉山清貴のパーソナリティでスタート。杉山清貴パーソナリティ時代の本番組には菊池桃子出演のコーナーが内包されて放送されていた。1985年10月、パーソナリティがそれまでコーナー出演だった菊池桃子に交替。菊池に交替してすぐの当時のオープニングは必ず、色々な名言を紹介していた。TBSラジオでの放送時間は毎週土曜日 22:30 - 23:00。なお、当時杉山、菊池が所属していた事務所の名前はトライアングルプロダクションである。
番組のタイトルコールは最初「マスタックス青春トライアングル」とされていたが、菊池桃子時代の後期には「マスタックス」の部分が略されていた（1987年10月当時の各局番組表においては、TBS、毎日放送、RKBは「菊池桃子の青春トライアングル」の表記だったが、北海道放送、東北放送、中国放送は「マスタックス青春トライアングル」の表記が残っていた）。
菊池桃子時代の放送中、「菊池桃子の妹」と称するキャラクター、「こもも」が登場することがあった。
菊池桃子時代のオープニングテーマは初代と2代目、エンディングテーマは初代から3代目まであり、その中で2代目のエンディングテーマは『星に願いを』（中西俊博演奏）で、エンディングは「チュッ」というキスの音で終わっていた

## 主なコーナー・企画

### 菊池桃子時代
週刊桃子トピックス
- 近況報告とはがき紹介、リクエストなどのコーナー。

桃子のカセットタイム
- 「めざましカセット」「駆け落ちカセット」「お休みカセット」「お月見カセット」「夜食カセット」「宇宙旅行カセット」「スキーカセット」など、リスナーからのリクエストに応えて、そのリスナーだけに語り掛けるように演じて、カセットテープの音源を制作していたコーナー[3]。採用者には、オンエアされたものと同じ音源を録音した、採用者の名前入りのカセットテープをプレゼント。本編に入る前に必ず「録音の用意はいいですか」と呼び掛けていた。

名付け親コーナー
- リスナーからの依頼で、ペットなど様々なものの名付け親に、菊池自身がなっていたコーナー[4]。

連続ショートチョット劇場（桃子のショートチョット）
- 菊池が朗読及び主演を務め、何役もの登場人物を演じていた、ショートストーリーのコーナー。

井浦秀知のアイドルパンチ
- 1986年中に当番組内で放送されていた、井浦秀知メインのコーナー。

何気ないはがき
- エンディング前にはがきを紹介（1987年当時、「何気ないはがき」とコーナータイトルがコールされていた）。

## ネット局
- 北海道放送：土曜日 23:10 - 23:40（1985年4月〜1986年9月）→ 土曜日 22:40 - 23:10（1986年10月以降）
- 東北放送：土曜日 23:00 - 23:30
- CBCラジオ：金曜日 23:40 - 24:10（1985年4月〜1985年9月）→ 日曜日 22:00 - 22:30（1985年10月〜1986年9月）→ 土曜日 23:30 - 24:00（1986年10月以降）
- MBSラジオ：土曜日 21:30 - 22:00[注釈 2]
- 中国放送：土曜日 23:00 - 23:30
- RKBラジオ：土曜日 22:30 - 23:00